# Keulion
 (novembre 2024).
Keulion de son véritable nom Arnaud Clovis Keuleu Nguekam, né le 1er juillet 1987, est un artiste plasticien camerounais, spécialisé en body painting. Il définit son travail, le body painting, comme le rapport entre la peinture et la sculpture. Il décède le 20 novembre 2023, à l’hôpital Général de Douala.

## Biographie

### Enfance et débuts
Il est influencé depuis tout petit par Jean-Michel Basquiat, les cultures africaines et les ancêtres. Après un Baccalauréat scientifique, il poursuit son cursus en art, à l'Université de Yaoundé 1.

### Carrière
Keulion commence à développer son style, son travail est empreint d’une réflexion et d’une connexion avec ses émotions, qu’il transmet à travers des formes, des traces et des couleurs captivantes. La représentation du masque est une constante dans son travail artistique, symbolisant un lien fort avec la tradition et l’histoire de son pays.
En 2017, le skin painter vend ses services sur le site Artmajeur.com.
En 2021, il illustre la première de couverture du recueil de contes, L'argent n'a pas d'oreilles et autres contes, de l'écrivaine camerounaise Béatrice Ammera Mendo.
En 2022, il fait un échange sur France 24.
En 2024, un hommage lui est rendu à Marseille, en France, sur sa fresque Nkwëni réalisée en juillet 2023.

## Œuvres
- Artfrica
- Nkwëni[9]

### Article Connexe
- Festival Pointe-Noire en Scène
- Jovi (musicien)

#### Liens Externes
Site officiel